# Ariadna insularis
Ariadna insularis är en spindelart som beskrevs av William Frederick Purcell 1908. Ariadna insularis ingår i släktet Ariadna och familjen sexögonspindlar. Inga underarter finns listade i Catalogue of Life.